# Almindelig katost
Almindelig katost (Malva sylvestris) er en 40-100 cm høj urt, der vokser langs veje og ved bebyggelse. Frugterne er delfrugter , hvor delene ligner små camembert-trekanter, deraf navnet "katost".

## Beskrivelse
Almindelig katost en en flerårig urt eller toårig plante med en opret eller opstigende vækst. Det første år danner planten en flad bladroset, men næste år vokser de oprette stængler frem. De er groft hårede og lysegrønne. Bladene sidder spredt på stænglen, og de er håndfligede med grovtakket rand. Oversiden er ru på grund af de forsænkede bladribber, og den er mørkegrøn, men undersiden er noget lysere.
Blomstringen sker i juli-september, hvor man ser de store blomster sidde i bundter ved bladhjørnerne. Blomsten er regelmæssigt 5-tallig med kronblade, der er rødviolette med mørkere striber. Frugterne er delfrugter (deles i stykker som små camembert-trekanter, deraf navnet "katost").
Rodnettet er groft og dybtgående.
Højde x bredde og årlig tilvækst: 0,75 x 0,50 m (75 x 50 cm/år).

## Voksested
Planten er udbredt i Nordafrika, Mellemøsten, Lilleasien, Kaukasus, Cenralasien, Himalaya og det meste af Europa. I Danmark er den almindelig, bortset fra dele af Jylland. Den hører hjemme på tør, solåben og kalkrig bund.
I det sydvestlige Umbrien, Italien, vokser arten steder, hvor jorden er noget rig på kvælstof. Her findes den sammen med bl.a. aftenpragtstjerne, agersnerle, alm. rajgræs, tusindfryd, blød hejre, dunet vejbred, jernurtsalvie, kornvalmue, krogsneglebælg, opret hønsetarm, pilebladet bynke, skovhundegræs, skæghavre, spæd markarve, storkronet ærenpris og Vulpia ciliata (en art af væselhale)

## Indholdsstoffer
Planten indeholder slimstoffer, anthocyaner og tanniner.